# 일본 제국 해군의 비행장 목록
다음은 일본 제국 해군 항공대의 시설 목록이다.

## 일본 열도

### 난포 제도
- 이오섬 비행장, 현재 해상, 항공자위대의 이오섬 항공기지
- 미나미토리 비행장, 현재 해상자위대의 항공기지
- 지치지마 비행장, 옛 해상자위대 지치지마 기지

### 난세이 제도
- 기카이 비행장, 현재 기카이 공항
- 미야코지마 비행장, 현재 육상자위대 주둔지와 항공자위대의 기지로 나뉨.
- 오로쿠 비행장
- 오시마 비행장 (大島), 도쿄도 오시마 지청 이즈오섬 오시마정 지방정부 "오시마 공항"
- 이시가키 비행장, 1956년부터 2013년 3월 7일까지 민간공항으로 운영됨.

### 간토 지방
- 기사라즈 비행장, 현재 육상자위대의 기지
- 다테야마 비행장, 현재 항공자위대의 기지
- 모바라시 비행장, 철거됨.
- 카토리 비행장, 철거됨.
- 가스미가우라 비행장, 현재 육상자위대의 기지
- 쓰구바 비행장 (筑波), 철거됨.
- 햐쿠리하라 비행장
- 야타베 비행장 (谷田部), 철거됨.
- 하네다 비행장, 현재 하네다 국제공항
- 옷파마 비행장 (追浜), 철거됨.
- 아쓰기 해군 비행장, 현재 해상자위대, 주일 미국 공군의 기지
- 후지사와 비행장 (藤沢), 철거됨.

### 규슈 지방
- 가노야 비행장, 해상자위대의 항공기지.
- 고쿠부 비행장, 육상자위대의 기지.
- 이즈미 비행장 (出水), 철거됨.
- 구시라 비행장 (串良), 철거됨.
- 가나노하라 비행장 (笠之原), 철거됨.
- 이와가와 비행장 (岩川), 철거됨.

### 도호쿠(호쿠토) 지방
- 비호로 비행장
- 지토세 비행장 - 현재 항공자위대 기지
- 파라무시르 비행장 (幌筵), 철거됨.
- 시무 비행장 (占守), 철거됨.
  - 미요시노 육군-해군 합동 비행장
  - 이마이자키 수상기 비행장
- 오우, 현재 도호쿠 지방의 일부
  - 오미나토 수상기기지
  - 가미정 비행장
  - 마쓰시마 비행장
  - 고리야마 비행장 (郡山)

### 도카이
- 메이지 비행장
- 나고야 비행장
- 오카자키 비행장 (岡崎)
- 후지에다 비행장 (藤枝)
- 스즈카 비행장 (鈴鹿)
- 오이 비행장 (大井)

### 산인 지방
- 고마쓰 비행장
- 미호 비행장 (美保)
- 미네야마 비행장 峰山
- 우즈라노 비행장 (鶉野)

### 긴키 지방
- 야나키모토 비행장 (柳本)
- 오쓰 (大津)
- 나루오 비행장 (鳴尾浜)

### 내해
- 마쓰야마 기지
- 니시조 기지 (西条)
- 간노지 기지
- 다쿠마 기지 (詫間)
- 고치 기지 (高知)
- 도쿠시마 기지, 현재 해상자위대의 기지, 육상자위대의 분둔지.
- 이와쿠니 비행장, 현재 민간공항, 미국 해병대의 항공기지 , 해상자위대의 항공기지.
- 各秘匿비행장 (田野、竹ノ下、菅田 (以上、愛媛)
- 仁井田 (고치 제2)
- 窪川 (고치 제2)
- 市場 (도쿠시마 제2 徳島第二)
- 후쿠야마 기지 - 히로시마현

### 사이카이
西海 서해 
- 오이타 비행장
- 宇佐 비행장 (우사)
- 쓰이키 비행장
- 도미다카 비행장 (富高)
- 오무라 비행장

### 오키나와
- 요미탄 비행장 - 요미탄촌

## 동북아시아

### 중국

#### 중부 중국
中支→중부 중국
- 상하이 비행장, 현재 "상하이-훙차오 국제공항"
- 칭다오 비행장, 현재 "칭다오-자오둥 국제공항"

### 조선
- 부산 비행장, 부산시 센텀시티
- 진해 비행장
- 제주도 비행장
- 여수 비행장
- 원산 비행장

### 대만
- 신주 비행장(중국어:新竹機場) - 타이완성 신주시
- 앙모 비행장 - 紅毛 zh:淡水水上機場?
- 허우룽 비행장 - 허우룽진
- 후웨이 공군기지(중국어:虎尾空軍基地) - 후웨이진
- 강산 비행장 - 강산(일본오카야마)구
- 융캉 비행장(중국어:原永康飛行場無線羅針所) - 永康
- 구이런 비행장 - 帰仁
- 런더 비행장 (仁徳) - 타이난시 런더구
- 타이난 비행장 (台南) - 현재 타이난 공항
- 둥강 비행장  (東港) - 둥강진

## 동남아시아

### 인도차이나
印支 (인지)
- ツダウム 비행장
- 하노이 비행장 - 현재 "노이바이 국제공항"

### 말레이
한자: 馬来 카타카나: マレー
- 페낭 비행장, 현재 말레이시아 피낭섬의 "페낭 국제공항"
- 아예르 타와르 비행장 - 말레이시아 아예르 타와르
- 셀레타 비행장 싱가포르 세레타
- 쿠칭 비행장,  현재 말레이시아 사라왁주 쿠칭시의 "쿠칭 국제공항"

### 인도네시아
- 濠北 호불
  - 큰다리 비행장 - 인도네시아 동남술라웨시주
  - 바실레 비행장 - 와실레(ワシレ)
  - 발릭파판 비행장 (バリクパパン) - 인도네시아 보르네오섬 동칼리만탄주
  - 암본 비행장 (アンボン) 인도네시아 암본섬
- 동부 東印
  - 수라바야 비행장, 현재 인도네시아 동자와주 수라바야 시도아르조군에 걸처있는 "주안다 국제공항"

## 태평양

### 캐롤라인섬

#### 동부
- 하루시마 비행장 (春島)
- 다케시마 비행장 (竹島/트럭 (현재 추크) 제도)
- 폰페이 비행장 (ポナペ)
- 쿠사이 비행장 - 미크로네시아 연방 코스라에주 코스라에섬
- ミレ 비행장
- イミエジ 비행장 - 마셜 제도 잴루잇 환초
- 타로아 비행장 - 마셜 제도 말로엘라프 환초
- 웟제 비행장 - 마셜 제도 웟제 환초
- 웨이크 비행장 - 미국령 웨이크섬
- 나울 비행장 - 나울공화국 나울 국제공항?

#### 서쪽
- 펠렐리우 비행장 - 로마 템투클 국제공항 - 펠렐리우섬
- 가도부스 비행장 - 펠렐리우섬
- 아이라이 비행장 - 팔라우 제도
- 야프 비행장 - 미크로네시아 연방 야프섬
- 울아이 비행장 - 월레아이 환초(일본측: 멜레용섬)

### 마리아나 제도
- 아스리토 비행장 - 사이판
- 앤더슨 비행장 - 괌섬 미국
- 티니안 북부비행장/ハゴイ飛行場→하고이 비행장 - 티니안섬, 폐쇄됨.
- 로타 비행장, 현재 북마리아나 제도 로타섬 "로타 국제공항"
- 파간 비행장(영어:Pagan Airstrip) - 북마리아나 제도 연방 파간섬, 1981년 5월 15일에 파간산 분화로 폐쇄됨.

### 필리핀
菲島
- 니콜스 비행장,  마닐라
- 클라크 비행장, 필리핀
- 다바오 비행장 - 민다나오섬
- デゴス 비행장 - 민다나오섬
- 삼보앙가 비행장
- 세부 비행장
- 타크로반 비행장

## 같이 보기
- 일본 제국 해군의 시설 목록